# Bremer voetbalkampioenschap 1916/17
In 1916/17 werd het achttiende Bremer voetbalkampioenschap gespeeld, dat georganiseerd werd door de Noord-Duitse voetbalbond. Bremer SC werd kampioen en plaatste zich voor de Noord-Duitse eindronde. De club werd uitgeschakeld door Altonaer FC 1893.

## Eindstand
| Plaats | Club                   | Wed. | W | G | V | Saldo | Ptn  |
| ------ | ---------------------- | ---- | - | - | - | ----- | ---- |
| 1.     | Bremer SC 1891         | 7    | 6 | 0 | 1 | 31:12 | 12:2 |
| 2.     | FV Werder Bremen       | 7    | 3 | 1 | 3 | 15:16 | 7:7  |
| 3.     | FC Komet Bremen        | 6    | 3 | 0 | 3 | 10:11 | 6:6  |
| 4.     | BV Sport 06 Bremen     | 5    | 2 | 1 | 2 | 14:9  | 5:5  |
| 5.     | SuS 1900 Delmenhorst   | 5    | 2 | 0 | 3 | 11:10 | 4:6  |
| 6.     | SV 1890 Woltmershausen | 6    | 1 | 0 | 5 | 9:32  | 2:10 |

|  | Kampioen   |
|  | Degradatie |